# Грб општине Кањижа
У години стицања ранга града (1908) добије грб: у средини штита са шиљастим доњим делом стоји мађарски коњаник који у десној руци држи мач са врхом нагоре, а у левој руци рало ослоњено на земљу, док се изнад штита налази грбна круна. Град у ово време располаже са толико богатим приходима од пашарина да од њих може да покрије све трошкове општинске управе, комуналних послова, јавног здравства и образовања.